# Pożar zakładów amunicyjnych w Poznaniu
Pożar w Centralnych Warsztatach Amunicji – pożar w Centralnych Warsztatach Amunicji w Głównej, ówczesnym przedmieściu Poznania, który miał miejsce w piątek 4 września 1925 o godz. 12:30.

## Charakterystyka
Był najgroźniejszym pożarem w Poznaniu lat międzywojennych. Nastąpił w długim na 80 metrów baraku usytuowanym na terenie Centralnych Warsztatów Amunicji w Głównej, w wyniku spalenia prochu bezdymnego pochodzącego ze starej amunicji karabinowej. 
W czasie eksplozji zginęło czterech pracowników wojska: Wawrzyn Olejniczak, Stanisława Przybył, Stanisława Janka i Małgorzata Majchrzak. Piątą ofiarą śmiertelną była Julia Jankowska, która zmarła następnego dnia w szpitalu na skutek obrażeń ciała doznanych podczas eksplozji i pożaru. Wszystkie ofiary zostały pochowane 8 września 1925 na cmentarzu wojskowym w Poznaniu. 
Szeroko zakrojona akcja gaśnicza miała na celu zapobieżenie rozprzestrzenienia się ognia na resztę zakładów, które miały powierzchnię 3 km². Niezatrzymanie pożaru mogło mieć bardzo groźne skutki dla miasta, gdyż dużą część z zabudowań zakładowych stanowiły magazyny amunicyjne pełne gotowych produktów. Żar nie pozwalał zbliżyć się strażakom do płonącej hali inaczej niż w pozycji leżącej. Pożar ugaszono po czterech godzinach wytężonej walki z żywiołem.